# Église Saint-Pierre-et-Saint-Paul d'Aumale
Pour les articles homonymes, voir Église Saint-Pierre.
L'église Saint-Pierre-et-Saint-Paul est une église catholique située à Aumale, en France.

## Localisation
L'église est située à Aumale, commune du département français de la Seine-Maritime. 

## Historique
La ville est détruite en 1472 par les troupes de Charles le Téméraire. 
La nouvelle église est commencée au début du XVIe siècle et les travaux sont stoppés du fait des guerres de Religion. La fin des travaux est datable de 1610.
Le jubé disparait en 1738.
L'édifice est classé au titre des monuments historiques en 1862.
La nef est restituée par Lefort de 1890 à 1893. L'édifice souffre des bombardements de 1940.

## Description
L'édifice est construit en pierre et craie en style gothique flamboyant et Renaissance.
L'église a une longueur de 51,80 m et le chœur une hauteur de 25 m. La tour Renaissance mesure 46 m de haut. L'église comporte un portail Henri II attribué à Jean Goujon.
Le pignon du transept contient un vitrail du début du XVIe siècle représentant la légende de saint Nicolas, comportant des anges musiciens. Il comporte également une chaire du XVIIe siècle, un maître-autel et des fonts baptismaux du XIXe siècle.